# بورس (النمسا)
بورس (بالألمانية: Bürs) هي بلدية في مقاطعة بلودنز في ولاية فورارلبرغ النمساوية.